# Lincoln Beach
Lincoln Beach é uma Região censo-designada localizada no estado norte-americano de Oregon, no Condado de Lincoln.

## Demografia
Segundo o censo norte-americano de 2000, a sua população era de 2078 habitantes.

## Geografia
De acordo com o United States Census Bureau tem uma área de
10,6 km², dos quais 8,5 km² cobertos por terra e 2,1 km² cobertos por água.

## Localidades na vizinhança
O diagrama seguinte representa as localidades num raio de 28 km ao redor de Lincoln Beach.